# Небеса обітовані
«Небеса обітовані» (рос. «Небеса обетованные») — російський радянський художній фільм кіностудії «Мосфільм» 1991 року, соціальна трагікомедія режисера Ельдара Рязанова.

## Сюжет
СРСР йде до розпаду, навколо злидні та розруха. На міському звалищі живуть безхатченки, які не змогли знайти своє місце в новому житті. Вони борються за місце під сонцем з міською владою, відстоюючи своє право жити на землі. Міська ж влада хоче ліквідувати звалище, а її мешканців відправити в лікарні або до в'язниць і на звільненому просторі відкрити спільне підприємство з виробництва протизаплідних засобів.
Влада посилає солдат для розгону безхатченків. Мешканці обурені та протестують.

## У ролях
- Лія Ахеджакова — Фіма (Анфім'я Степанівна)
- Ольга Волкова — Катя Іванова
- Валентин Гафт — Дмитро Логінов, ватажок жебраків на прізвисько «Президент»
- Леонід Бронєвой — Семен Єфремович Бакурін, полковник у відставці, учасник радянсько-японської війни
- Олег Басілашвілі — Федір Степанович Єлістратов, брат Фіми
- Світлана Немоляєва — Аглая Свідерська, колишня дружина Логінова
- Наталя Гундарєва — Люська, співмешканка Васьки, посудомийка
- Михайло Філіппов — Вася, молодший син «Каті Іванової» / Василь Ілліч Прохоров
- Сергій Арцибашев — Кирило, старший син «Каті Іванової» / Кирило Григорович
- В'ячеслав Невинний — Степан
- Роман Карцев — Соломон
- Олександр Пашутін — машиніст
- Наталія Щукіна — Жанна
- Ніна Русланова — тітка Жанни, кравчиня
- Джон Кохан — містер Уайлер, американський бізнесмен
- Олександр Панкратов-Чорний — Сидорчук, співробітник американської фірми
- Олександр Бєлявський — Олег Павлович Міров, голова райвиконкому
- Сергій Данилевич — архітектор